# Batalha de Fahl
A batalha de Fahl ou de Pela foi um confronto militar entre o exército do Califado Ortodoxo, comandado por Calide ibne Ualide, cognominado Saifulá ("A Espada de Alá"), e um exército bizantino comandado por Teodoro Tritírio. Ocorreu em Pela, no vale do Jordão  (atualmente no noroeste da Jordânia) ou nas suas imediações, em janeiro de 635, durante a conquista muçulmana da Síria, a qual constituiu a primeira fase das guerras bizantino-árabes.
A batalha saldou-se numa clara vitória dos muçulmanos. Alguns soldados bizantinos fugiram para Beisan (atual Bete-Seã), uma fortaleza bizantina que foi depois conquistada pelas tropas muçulmanas de Xurabil ibne Haçana e Anre ibne Alas